# 한국직업능력연구원
한국직업능력연구원(韓國職業能力硏究院, Korea Research Institute for Vocational Education and Training, KRIVET)은 국가인재개발정책과 국민의 평생직업능력개발을 지원하기 위해 대한민국 정부의 출연에 의거, 1997년에 설립된 국무총리(국무조정실) 산하 경제인문사회연구회 소속 기타공공기관이다. 소재지는 서울특별시 강남구 삼성로 147길 46(청담동)이었으나, 2014년 세종특별자치시 시청대로 370 세종국책연구단지 사회정책동(D동)으로 이전하였다.

## 연혁
- 1997년 3월 27일「한국직업능력개발원법」제정ㆍ공포 민간자격 국가공인기관 지정
- 1997년 10월 18일 한국직업능력개발원 개원 (서울 개포동 청사)
- 1999년 1월 29일 국무총리 산하 인문사회연구회 소속으로 변경 ('정부출연기관법' 제정)
- 1999년 7월 26일 서울 청담동 청사 이전
- 2014년 12월 5일 세종국책연구단지 청사 이전
- 2021년 5월 18일『한국직업능력연구원』으로 기관명 변경(‘정부출연기관법 개정’)

## 조직

### 한국직업능력연구원장
- 감사
  - 감사실
- 경영·연구자문위원회

#### 부원장
- 기획조정본부
  - 연구기획센터
  - 전략성과관리팀
  - 예산팀
  - 홍보팀
  - 지식정보팀
- 미래인재연구본부
  - 동향·데이터분석센터
  - 인력수급분석센터
  - 인재역량연구센터
- 평생직업·진로교육연구본부
  - 중등직업교육연구센터
  - 직업계고교육과정·학점제연구센터
  - 국가진로교육연구센터

- 고용능력연구본부
  - 기업훈련연구센터
  - 지역·산업HRD연구센터
  - 청장년직업능력연구센터
- 교육고용연계연구본부
  - 직무능력연구센터
  - 자격연구센터

- 경영지원본부
  - 운영지원팀
  - 인사팀
  - 재무팀
  - 연구지원팀

- 글로벌협력센터